# Tornel
JK Tyre Tornel, también conocida como Tornel o Hulera Tornel, es una empresa productora de llantas mexicana, que desde 2008 es propiedad de la compañía india JK Tyre & Industries. Por varias décadas, permaneció como la única empresa mexicana productora de llantas. En 2006 pasó a formar parte del Salón de la Fama de la Industria Llantera Internacional.

## Historia
Tornel fue fundada en 1933 por Armando Tornel Murillo, originario de Juanacatlán, Jalisco, México. Entró al mundo de los neumáticos cuando sólo tenía 15 años de edad, ya que trabajaba de mozo vendiendo llantas, y además, estudiaba en la escuela nocturna de San Ildefonso en la Ciudad de México. Años después, se dirigió a los Estados Unidos en donde estudió la carrera técnica de ingeniería de llantas en Smithers Laboratories, y tecnología del hule en Vanderbilt Laboratories, con prácticas en Goodyear Tire and Rubber, Planta número 1 y Mohawk Tire and Rubber en la ciudad de Akron, Ohio, Estados Unidos. Cuando volvió, corría el año de 1933. Se unió a su padre y juntos abrieron un negocio de venta de llantas al menudeo con 27 trabajadores, que ubicaron en la Avenida Hidalgo número 91, en el Centro Histórico.
Hacia 1937 el negocio ya se había consolidado. Compañía Hulera El Centenario producía y comercializaba sus llantas marcas América y All State. Ya en la década de los años 1940, la compañía se tuvo que renovar ya que en esta década se empezó a demandar más energéticos, suministros, transporte personal y colectivo. Justo 14 años después, cambiaron el nombre a Hulera Tornel, que producía, y además, hule y material para renovación de llantas.
En 1951 Hulera El Centenario cambió su nombre a Hulera Tornel el cual permaneció hasta 2008, cuando cambió a JK Tyre Tornel. En esa época, Armando Tornel Murillo asumió el mando del negocio. Sus dos hermanos, Raúl y Salvador se integraron posteriormente, en otros puestos claves. De estos ocho hijos, sólo sobreviviendo Armando en la actualidad. En la década de los años 1950, la empresa empezó a incursionar a otros sectores y empezó a fabricar cámaras para bicicleta, pero también idearon nuevas técnicas para su fabricación, y en 1968 empiezan a fabricar llantas para bicicletas.
Ya en la década de los años 1970, Hulera Tornel creció, pero también empieza a rivalizar con otras empresas nacionales de llantas como General Popo, Euzkadi y Hércules, la más antigua de todas. En esta época, Tornel empezó a lanzar productos más modernos como las cámaras de llantas que su fabricación se hacía con tecnología de punta y además se incursionó en la fabricación de llantas para camiones de carga, autobuses, camionetas pickup y camión ligero.
Los años 1980 trajeron una crisis al país; esto debido a las devaluaciones, que ocasionaron el cierre de los últimos competidores mexicanos de Tornel: General Popo, Euzkadi y Hércules. Debido a ello, encaminó el negocio hacia la especialización en el nicho de ventas al menudeo a vehículos y camiones. Este movimiento les permitió seguir vigente en el mercado mexicano.
Con el cierre de estas plantas, Tornel tenía el camino libre en el mercado mexicano, pero también diversas empresas no mexicanas como Goodyear, Bridgestone, Michelin, Firestone y Goodrich ingresaron al mercado del país para hacerle competencia.
La empresa cuenta con cinco plantas situadas en la Ciudad de México, Tultitlán, Estado de México y San Luis Potosí, San Luis Potosí, con una plantilla laboral de mil quinientos trabajadores sindicalizados en el Sindicato Nacional de Trabajadores de la Compañía Hulera Tornel, y exportando sus productos a diversos países del mundo. Tornel fue inscrita en el Salón de la Fama de la Industria Llantera Internacional en octubre de 2006 en una ceremonia en Las Vegas, Nevada, Estados Unidos.
Armando Tornel Murillo, fundador de Compañía Hulera Tornel, falleció el 24 de febrero de 2010 a los 100 años de edad.

## Conflictos laborales
Derivado de la compraventa de la empresa Tornel a la empresa india JK Tyre, han ocurrido una serie de conflictos laborales entre la empresa y el Sindicato Nacional de Trabajadores de la Compañía Hulera Tornel, organización sindical que agrupa a trabajadores de esta empresa. En 2008 se reportó el intento de romper la organización sindical mediante el fenómeno conocido en México como charrismo, es decir, la instauración de liderazgos no legítimos para terminar de manera política movimientos obreros y sindicales. Fue el caso de Tornel con la anuencia de la Confederación de Trabajadores de México (CTM), una organización obrera asociada históricamente al Partido Revolucionario Institucional. Por lo tanto, el sindicato decidió independizarse de la CTM y unirse a otros sindicatos huleros de México.
En 2017 los trabajadores denunciaron que la empresa habría promovido un presunto falso paro de labores en busca de cerrar plantas y reducir personal en México, a pesar de las ganancias crecientes que ha tenido la empresa, argumentando la empresa que los recortes además se deberían al tratado TMEC.  En 2017, varios obreros despedidos de la compañía protestaron fuera de la planta de la llantera en Azcapotzalco y denunciaron despidos injustificados, a lo que el sindicato anunció que interpondría una demanda laboral por esa misma razón.